# 임의조제폭발물

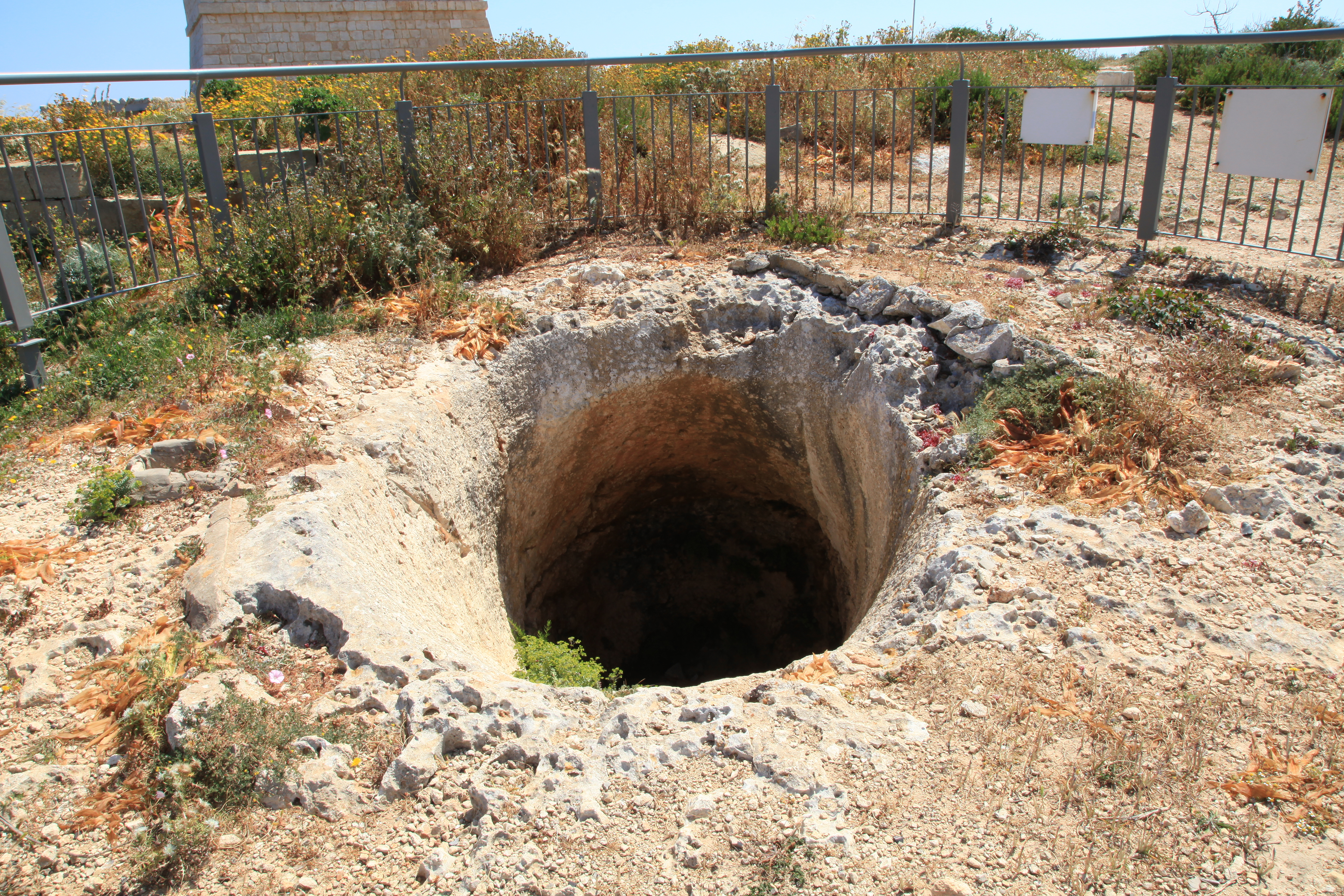
몰타 지역의 임의조제폭발물

임의조제폭발물(任意造製爆發物, Improvised explosive device)은 정규군에 의한 폭발물이 아니라, 임시로 조달 가능한 폭발물질로 만들어진 사제폭탄, 또는 폭발장치등을 일컫는다. 게릴라전이나 비정규전에서 사용되는 일이 많으며, 근래 이라크나 아프가니스탄 등의 미군작전지역에서 반미 저항세력들이 많이 사용하고 있다.

## 같이 보기
- 급조폭발물(IED, Improvised explosive device)